# 青木茂 (地方公務員)
青木 茂（あおき しげる、1945年または1946年 - ）は、日本の地方公務員。鳥取県出納長、同県信用保証協会会長、同県社会福祉協議会会長を歴任。瑞宝中綬章受章。

## 人物・経歴
鳥取県庁入職、2000年（平成12年）12月、竹本智海の後任として商工労働部長、2015年7月、同職を山本光範と交代し西部総合事務所長、2005年7月、谷口興治の後任として鳥取県出納長就任、2009年7月 出納長を任期満了退任。
県庁退職後の同年8月、鳥取県信用保証協会会長、2014年12月 社会福祉法人鳥取県社会福祉協議会会長。

## 栄典
- 2016年 秋の叙勲で地方自治功労により瑞宝中綬章を受章[1]